# 田玲玲
田玲玲（1937年10月27日—），台湾政治人物，河北濼縣人。毕业于國立政治大學西語系，美國田納西州范得堡大學圖書館學碩士。中华民国前外交部長、前監察院長錢復之妻。